# Cobark River
Der Cobark River ist ein Fluss im Osten des australischen Bundesstaates New South Wales.
Er entspringt nordöstlich des Barrington-Tops-Nationalparks. Von dort fließt er zunächst nach Osten durch unbesiedeltes Gebiet bis Cobark und dann nach Südosten bis zu seiner Mündung in den Barrington River südlich des Bowman State Forest.
Östlich von Cobark nimmt der Cobark River den von Norden kommenden Dilgry River auf.